# 耶曼尼·特塞蓋
耶曼尼·阿達涅·特塞蓋（Yemane Adhane Tsegay，1985年4月8日—）是衣索比亞長跑運動員。他曾在2012年鹿特丹馬拉松以2小時4分48秒的個人最佳成績獲得冠軍，此外還贏得過恩荷芬、慶州、澳門及台北馬拉松的冠軍。赢得2015年世界田径锦标赛马拉松比赛亚军。

## 最佳成績
| 項目       | 時間 (h:m:s) | 地點       | 日期          |
| ---------- | ------------ | ---------- | ------------- |
| 半程馬拉松 | 1:01:37      | 捷克布拉格 | 2010年3月27日 |
| 馬拉松     | 2:04:48      | 荷蘭鹿特丹 | 2012年4月15日 |

## 外部連結
- 耶曼尼·特塞蓋在的頁面